# Helena Josefsson
Helena Marianne Josefsson (Kalmar, 23 marzo 1978) è una cantante svedese.

## Carriera
Dal 2001 fa parte del gruppo Sandy Mouche, formatosi a Lund. In questa band milita anche suo marito Martin Nilsson aka Martinique Josefsson, che ha sposato nel 2003.
Dal 2006 è attiva anche come solista e nel febbraio 2007 ha pubblicato il suo primo disco Dynamo, prodotto da Christoffer Lundquist.
Ha collaborato con diversi gruppi e artisti tra cui The Ark, Swan Lee, Andreas Johnson, Sebastian Karlsson, Arash, Gyllene Tider, Junior Senior e altri.
Inoltre fin dal 2003 collabora stabilmente come vocalist con Per Gessle.